# Caroline Gennez
Caroline Gennez (Sint-Truiden, Limburg (Bèlgica), 21 d'agost de 1975) és una política socialista flamenca, ha estat presidenta del Socialistische Partij Anders.

## Biografia
Dels 5 als 14 anys fou jugadora de tennis, però una hèrnia discal posà fi a la seva prometedora carrera. Aleshores es graduà en ciències polítiques i sociologia a la KU Leuven de Lovaina; alhora, ingressà a Animo (Joventuts Socialistes) el 1998, i en serà portaveu el 2001-2003, alhora que assessora de Johan Vande Lanotte.
A les eleccions municipals de 2001 fou elegida regidora de Sint-Truiden, i serà nomenada tinent d'alcalde el 2003. Fou senadora cooptada a les eleccions legislatives belgues de 2003 i es traslladà a Mechelen. Després de les eleccions regionals belgues de 2004 fou cap de fracció del sp.a al Parlament Flamenc, i des del 2006 és tinenta d'alcalde de l'ajuntament de Mechelen responsable d'educació, joventut, treball i economia social.
Després del fracàs a les eleccions legislatives belgues de 2007 fou elegida presidenta del sp.a, del qual ja era vicepresidenta des de 2003, en substitució de Johan Vande Lanotte. Després del seu anunci el juny de 2011 de no presidir durant un segon mandat, va ser succeïda per Bruno Tobback.